# ودي وليامز
ودي وليامز (بالإنجليزية: Woody Williams)‏ هو لاعب كرة قاعدة أمريكي، ولد في 19 أغسطس 1966 في هيوستن في الولايات المتحدة.

## وصلات خارجية
- ودي وليامز على موقع دوري كرة القاعدة الرئيسي (الإنجليزية)
- ودي وليامز على موقعبيزبول رفرنس.كوم (الدوري الرئيسي) (الإنجليزية)
- ودي وليامز على موقعبيزبول رفرنس.كوم (الدوري الثانوي) (الإنجليزية)
- ودي وليامز على موقع إي إس بي إن.كوم (أم.أل.بي) (الإنجليزية)
- ودي وليامز على موقع مشجعي الرسوم البيانية (الإنجليزية)